# Ricaurte (Azuay)
Ricaurte ist ein Vorort der Provinzhauptstadt Cuenca sowie eine Parroquia rural („ländliches Kirchspiel“) im Kanton Cuenca der ecuadorianischen Provinz Azuay. Die Parroquia besitzt eine Fläche von 14,23 km². Die Einwohnerzahl lag im Jahr 2010 bei 19.361. Für 2020 wurde eine Bevölkerungszahl von 20.550 prognostiziert.

## Lage
Die Parroquia Ricaurte liegt in einer Beckenlandschaft in den Anden auf einer Höhe von 2550 m. Ricaurte liegt im Nordosten des Ballungsraumes von Cuenca. Ricaurte befindet sich 5,5 km vom Stadtzentrum von Cuenca entfernt.
Die Parroquia Ricaurte grenzt im Norden an die Parroquia Sidcay, im Osten an die Parroquia Llacao sowie im Süden und im Westen an Cuenca.

## Geschichte
Ricaurte ist einer der ältesten Orte im Kanton Cuenca. Zur Zeit der Cañari herrschte der Kazike von Délik über das Gebiet. Ursprünglich trug der Ort die Bezeichnung „El Tablón“. Im März 1910 erklärte sich der Ort unabhängig von Llacao. Ein Jahr später fand die Erhebung zu einer Parroquia statt. Im Jahr 1913 wurde diese in Gedenken an den südamerikanischen Unabhängigkeitskämpfer Antonio Ricaurte in „Ricaurte“ umbenannt. Ein Jahr später folgte eine erneute Umbenennung in „San Carlos de Ricaurte“. Im Jahr 1966 wurde Karl Borromäus, Erzbischof von Mailand, als Schutzpatron ausgewählt. Die jährlichen Feierlichkeiten zu Ehren des Schutzpatrons finden gewöhnlich Anfang November statt. Hierbei ist das typische Essen gebratenes Meerschweinchen mit Kartoffeln, Salat, hartgekochtem Ei, Sambo und Pepa-Chili. Am 11. Juli 1983 stürzte eine Boeing 737-200 der TAME Ecuador im Landeanflug auf den Flughafen Cuenca über Ricaurte ab. Dabei kamen alle 119 Personen an Bord ums Leben.